# United States Government Publishing Office
United States Government Publishing Office (GPO) (Förenta staternas statsmakts publiceringskontor), innan 2014 United States Government Printing Office (Förenta staternas statsmakts tryckerikontor), är en amerikansk federal myndighet som lyder under USA:s kongress. 
GPO framställer och distribuerar de trycksaker som ges ut av kongressen, högsta domstolen, presidentkansliet, regeringsdepartementen och de federala myndigheterna. GPO skapades som följd av att samfällda kongressresolutionen 25 antogs den 23 juni 1860. 
Titeln för GPO:s chef fram till 2014 var Public Printer of the United States, efter namnändringen 2014 enbart Director och denne utnämns av presidenten med senatens råd och samtycke.

## Publikationer

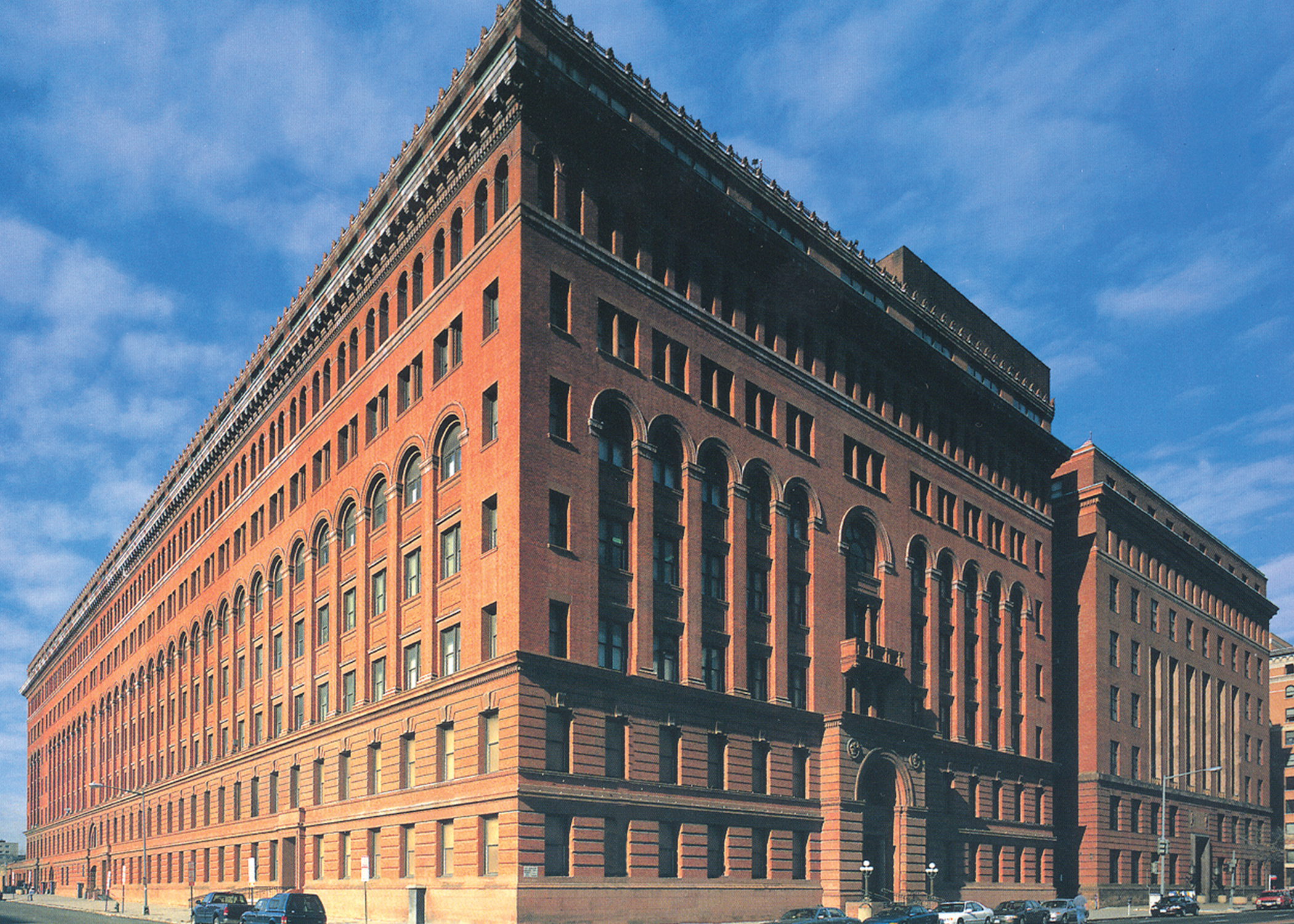
Government Publishing Office Building

Ett urval av de publikationer som kan erhållas genom GPO är: kongressens protokoll Congressional Record, den ämnessorterade författningssamlingen United States Code, den kronologiska författningssamling United States Statutes at Large, den federala statsmaktens skrivregler United States Style Manual, motsvarigheten till Sveriges Post- och Inrikes Tidningar Federal Register, och motsvarigheten till Sveriges statskalender United States Government Manual som ges ut årligen. Nästan allting utgivet under senare år finns tillgängligt gratis i PDF-filer på GPO:s webbplats.
GPO tillhandahåller tryckt referenslitteratur till bibliotek i USA genom ett program som kallas för Federal Depository Library Program som fler än 1200 bibliotek är anslutna till.

## Pass
GPO tillverkar även amerikanska pass sedan 1920-talet, men det är utrikesdepartementet som utfärdar dem.